# Aš
Aš, (in tedesco Asch) è una città della Repubblica Ceca facente parte del distretto di Cheb, nella regione di Karlovy Vary.

## Monumenti e luoghi d'interesse
- Castello di Doubrava
- Castello di Kopaniny

## Amministrazione

### Gemellaggi
- Fiumefreddo di Sicilia
- Oelsnitz (Vogtland)
- Plauen
- Rehau